# Vijfhuizen
Vijfhuizen è una città dei Paesi Bassi, facente parte delle provincia dell'Olanda settentrionale. Fa parte della municipalità di Haarlemmermeer e si trova a circa 4 km a sud-est rispetto Haarlem.

## Luoghi d'interesse
- Forte di Vijfhuizen, parte della linea di difesa di Amsterdam e riconosciuto come patrimonio dell'umanità dall'UNESCO[1];
- ponte di Vijfhuizen, sul Ringvaart.